# Astrangia mercatoris
Espèce
Statut CITES
Astrangia mercatoris  est une espèce de coraux appartenant à la famille des Rhizangiidae.